# Papirus 101
Papirus 101 (według numeracji Gregory-Aland), oznaczany symbolem {\displaystyle {\mathfrak {P}}^{101}} – wczesny grecki rękopis Nowego Testamentu, spisany w formie kodeksu na papirusie. Paleograficznie datowany jest na III wiek. Zawiera fragmenty Ewangelii według Mateusza.

## Opis
Zachowały się tylko fragmenty jednej karty Ewangelii według Mateusza (3,10-12; 3,16-4,3) . Oryginalna karta miała rozmiary 10 na 25 cm. Tekst pisany jest w 32-33 linijkach na stronę.
Nomina sacra pisane są skrótami.

## Tekst
Tekst grecki rękopisu reprezentuje aleksandryjską tradycję tekstualną, bliższy jest Kodeksowi Synajskiemu niż Watykańskiemu.

## Historia
Rękopis prawdopodobnie powstał w Egipcie. Na liście rękopisów znalezionych w Oksyrynchos figuruje na pozycji 4401. Tekst rękopisu opublikował J. David Thomas w 1997 roku. INTF umieścił go na liście rękopisów Nowego Testamentu, w grupie papirusów, dając mu numer 101 .
Rękopis datowany jest przez INTF na III wiek . Paleograficznie bliski jest dla P. IFAO inv. 89 oraz dla P. Col. VII 282, oba datowane na III wiek. Comfort datuje rękopis na III wiek.
Cytowany jest w krytycznych wydaniach Nowego Testamentu (NA27).
Obecnie przechowywany jest w Ashmolean Museum (P. Oxy. 4401) w Oksfordzie .